# Корољов
Корољов (рус. Королёв) град је у Русији у Московској области. Према попису становништва из 2010. у граду је живело 183.452 становника. Блиско Подмосковље обухвата и овај град.
Корољов су 1938. основали Василиј Болдирев, Наум Носовски и Михаил Логинов као водећи совјетски центар за производњу противтенковских и противавионских топова. Прбовитно име му је било Калињинград, по Михаилу Калињину. Након Другог светског рата, фабрика топова је прилагођана производњи ракета, уређаја за лансирање и свемирских летелица, под надзором научника и академика Сергеја Корољова, који је замислио и водио активости многих особа у совјетском програму истраживања свемира. Ова фабрика је касније добила име РКК Енергија. Центар за контролу мисија се такође налазио у овом месту. Док се развијао програм Восток овај истраживачки центар је имао ознаку НИИ-88 и ПОБ 959. Граду је у јулу 1996. промењено име у част Сергеја Корољова, који је умро 1966. Од 1997. у Корољову се сваке године одржава Међународна свемирска олимпијада, такмичење за младе особе са циљем да се промовише истраживање свемира.

## Становништво
Према прелиминарним подацима са пописа, у граду је 2010. живело 183.452 становника, 40.884 (28,68%) више него 2002.
| 1939.  | 1959.  | 1970.   | 1979.   | 1989.   | 2002.   | 2010.   |
| ------ | ------ | ------- | ------- | ------- | ------- | ------- |
| 44.000 | 41.427 | 105.945 | 133.470 | 159.363 | 142.568 | 183.402 |

## Галерија
- Центар за контролу мисија
- Корољева улица је једна од главних у граду

## Градови побратими
- Жуковски
- Москва
- Химки
- Бајконур